# Đại Lâm Linh
Đại Lâm Linh (hay Đại – Lâm – Linh với dấu gạch nối giữa các tên) là một nhóm nhạc Việt Nam thành lập vào năm 2006, với ba thành viên gồm nhạc sĩ Ngọc Đại, hai ca sĩ Thanh Lâm và Linh Dung. Theo đuổi dòng nhạc thể nghiệm dựa trên chất liệu dân gian, nhóm nhạc từng là tâm điểm của những tranh cãi xoay quanh các bài hát cùng lối biểu diễn của nhóm, trong đó đáng chú ý là lần biểu diễn trên sân khấu chương trình Bài hát Việt. Một bộ phim tài liệu về nhóm đã được đạo diễn người Đức Barley Norton thực hiện và công chiếu vào năm 2010.

## Lịch sử

### 2006–2009: Hình thành và phát triển
Thanh Mai, viết trên báo Công an nhân dân năm 2008 về đêm hội "Mùa xuân nước Pháp"
Nhóm ban đầu thành lập vào năm 2006 bởi nhạc sĩ Ngọc Đại. Trước đó, ông từng được biết đến với phong cách thể nghiệm qua dự án âm nhạc Nhật thực 1 (2002) và Nhật thực 2 (2004). Hai ca sĩ Thanh Lâm và Linh Dung đã được ông chọn làm thành viên của nhóm. Linh Dung là một ca sĩ được đào tạo bài bản về thanh nhạc, từng trình diễn bài hát chính thức của SEA Games 2003. Còn Thanh Lâm là một giáo viên hóa quê ở Bắc Ninh, đã tự sáng tác một số nhạc phẩm theo phong cách của Ngọc Đại và học nhạc với ông từ năm 2001. Tên nhóm Đại Lâm Linh được sáng tạo ra bằng việc ghép tên cuối hoặc đầu của các thành viên lại với nhau. Số tiền để nhóm hoạt động đều bắt nguồn từ 60.000 Euro của Ngọc Đại mà ông được vợ hai là người Bỉ đưa cho làm vốn khởi nghiệp.
Lần đầu tiên nhóm ra mắt trước khán giả là vào đầu năm 2008, trong buổi biểu diễn Ngày Thơ Việt Nam Xuân Đinh Hợi ở khuôn viên Văn Miếu – Quốc Tử Giám. Tới tháng 5 năm 2008, nhóm tiếp tục góp mặt tại khai mạc chương trình "Mùa xuân nước Pháp", tổ chức bởi Trung tâm Văn hóa Pháp tại Hà Nội. Màn trình diễn của Đại Lâm Linh ngay từ ở "Mùa xuân nước Pháp" đã nhanh chóng trở thành tâm điểm của những chú ý, với "cách hát, cách diễn đã... điên loạn hơn [so với lần biểu diễn trước]. Ánh đèn sân khấu được sử dụng đầy ý đồ, khi thì nhấp nháy, khi thì phụt tắt. Những tiếng hú hét, than khóc, những lời thì thầm, những câu nhấm nhẳng vô nghĩa được hai ca sĩ thể hiện ở nhiều âm độ".
Được sự ủng hộ của Trung tâm Văn hóa Pháp, ngày 18 tháng 4 năm 2009, Đại Lâm Linh đã tổ chức buổi công diễn đầu tiên tại Nhà hát Lớn Hà Nội trước sự tham dự của khoảng 500 khán giả theo dõi, phần đáng kể là những người nước ngoài, giới trí thức, văn nghệ sĩ. Chương trình kéo dài trong hai giờ không nghỉ, với tổng cộng 13 sáng tác của Ngọc Đại được biểu diễn. Buổi công diễn đã thành công nhận được tràng vỗ tay "bùng nổ" của khán giả, nhưng không ít trong số đó vẫn hoài nghi về một lối chơi quá "mới mẻ, quái lạ" của nhóm. Một album đầu tay của nhóm mang tên "Đại Lâm Linh" cũng được phát hành dưới dạng đĩa CD song song thời điểm diễn ra sự kiện. Đây được xem là nhóm nhạc đương đại đầu tiên ra mắt album và tổ chức chương trình riêng.

### 2010–2013: Xuất hiện tạiBài hát Việtvà những tranh cãi xung quanh
Vào ngày 27 tháng 6 năm 2010, Đại Lâm Linh đã góp mặt trong live show quý Bài hát Việt của Đài Truyền hình Việt Nam, phát sóng trên kênh VTV3. 4 bài hát được chọn để biểu diễn gồm "Dệt tầm gai", "Nuối tiếc", "Mùa đông" và "Cây nữ tu". Live show của nhóm lên sóng trực tiếp từ Nhà hát Hòa Bình, Thành phố Hồ Chí Minh đã ngay lập tức gây nên một làn sóng dư luận gay gắt. Chỉ ngay tại khán đài, nhiều khán giả được theo dõi đã bỏ về trước cả khi chương trình hết. Nhưng có những nguồn ghi nhận khán giả vẫn ngồi xem tiết mục của Đại Lâm Linh và ra về sau khi kết thúc. Sau buổi lên sóng này, hàng loạt tờ báo đã đưa tin về chương trình, trong đó nhấn mạnh "ấn tượng quá mạnh" mà Đại Lâm Linh để lại. Có bài viết đã liệt hẳn nhóm vào hàng "thảm họa" của showbiz Việt. Các nhà quản lý và người trong nhà đài cũng lần lượt lên tiếng với thái độ trái chiều nhau trước màn trình diễn của nhóm nhạc. Vô số người dùng trên mạng xã hội thì lập hội và đăng tải các bài viết phản đối nhóm kịch liệt, dùng những bình luận công kích nhóm nhạc như "Thất kinh với Đại Âm binh" hay "Người điên hát nhạc âm phủ".
Câu hỏi xoay quanh trách nhiệm của nhà đài khi cho phát sóng live show của Đại Lâm Linh đã thu hút nhiều ý kiến khác nhau. Nhìn chung, họ cho rằng VTV đã không cân nhắc chọn lựa một thể loại âm nhạc phù hợp với số đông đại chúng để phát sóng trên truyền hình. Một ca khúc có lời nhạc nhạy cảm về phụ nữ cũng được chỉ ra, cho thấy sự thiếu kỹ lưỡng ở khâu kiểm duyệt chương trình. Vấn đề thu thanh trên sân khấu đồng thời được coi là nguyên nhân khiến việc truyền tải ca khúc gây những phản ứng tiêu cực cho người xem. Nhưng với các ý kiến ủng hộ Đại Lâm Linh, họ nhận xét màn trình diễn của nhóm là "sáng tạo rất "đã"" và khen ngợi nhóm nhạc trong nỗ lực làm mới âm nhạc Việt, đồng thời kêu gọi khán giả Việt tôn trọng thể nghiệm của nghệ sĩ. Số còn lại thì phân vân giữa việc nên coi nhóm là "Tiên phong hay tội đồ", là "Thảm họa hay luồng gió mới" của nền âm nhạc trong nước.
Chỉ hai ngày sau buổi biểu diễn đầu tiên, nhóm đã tiếp tục trình diễn 3 buổi tại Trung tâm Văn hóa Pháp Hà Nội từ ngày 29 tháng 6. Các buổi diễn đã thu hút rất đông người xem, đa số là vì tò mò. Tới ngày 22 tháng 12 năm 2010, Đại Lâm Linh được Đại sứ quán Đan Mạch mời biểu diễn trong chương trình âm nhạc mở "Thực nghiệm nhạc hát đương đại Việt Nam – Đan Mạch 2010", với sự tài trợ từ Quỹ Giao lưu và phát triển văn hóa Đan Mạch (CDEF). Một số nghệ sĩ từ Đan Mạch và từ Học viện Âm nhạc Quốc gia Việt Nam đã tham gia cộng tác với nhóm tại đêm diễn ở Nhà hát Chèo Việt Nam.
Sau những dự án này, một thời gian sau đó nhóm ít hoạt động và dần khá im ắng. Tính đến đầu năm 2013, trong một cuộc phỏng vấn, nhạc sĩ Ngọc Đại cho biết nhóm "gần như chấm dứt" vì đã không còn tiền làm dự án và cơ hội để tiếp tục biểu diễn.

## Phong cách
Thể loại nhạc chủ đạo mà nhóm theo đuổi là thể nghiệm, với âm hưởng nhạc dân tộc pha trộn cách biểu diễn đương đại phương Tây. Những chất liệu dân gian Việt Nam như tuồng, chèo, ca trù cùng nhạc cụ là đàn tranh, đàn đáy được kết hợp với các nhạc cụ phương Tây gồm guitar điện, contrebasse. Các thành viên trong nhóm đều cạo trọc đầu khi biểu diễn. Cả ba hoạt động hát, múa, nhảy được kết hợp lại thành một và hai ca sĩ Thanh Lâm – Dung Linh sẽ biểu diễn trước người xem, còn Ngọc Đại đứng sau đảm trách phần âm nhạc và hòa âm phối khí. Theo báo Tuổi Trẻ, âm nhạc của nhóm mang hơi hướm của "tôn giáo, thổn thức nhịp đập siêu thực, mời gọi tình yêu thương và dẫn dắt đến sự hồi sinh".
Tất cả các tác phẩm của nhóm rất cũ và lấy từ album trước đó của Ngọc Đại, với sáng tác gần nhất là vào 1998. Hầu hết những bài hát này đều phổ thơ từ các nhà thơ nổi tiếng khác nhau như Vi Thùy Linh, Nguyễn Trọng Tạo và nhạc sĩ chỉ phối lại nó theo hướng "chát chúa" hơn. Tiêu chí của nhóm nhạc là "phá vỡ" sự ổn định nhằm đem lại những năng lượng mới cho khán giả. Mỗi đêm diễn khác nhau sẽ là những lần thể nghiệm với nhac cụ mới như saxophone hay tiếng động thực như tiếng tụng kinh gõ mõ, tiếng hét, hú... Vì vậy ngoài cách thể hiện, lối diễn của hai ca sĩ là một hệ thống dày đặc các chất liệu âm nhạc mang tính ngẫu hứng và gần như độc lập với lời hát trên sân khấu.

## Nhận định và di sản
Đại Lâm Linh đã trở thành nhóm nhạc tiên phong và thu hút một bộ phận đại chúng tiếp cận dòng nhạc thể nghiệm đương đại tại Việt Nam. Với hướng đi "Phá vỡ những định kiến thẩm mỹ – Chế giễu những điều cấm kỵ – Không thụ động tiếp thu những yếu tố ngoại lai", nhóm đã nhiều lần gây "sốc" cho không chỉ cho giới trẻ và khán giả đại chúng mà còn cả những người trong ngành và quản lý văn hóa, văn nghệ Việt Nam. Dù gây tranh cãi với lối biểu diễn, nhiều người vẫn công nhận sự công phu và đầu tư của nhóm trong các khâu từ giọng hát đến những lớp âm nhạc phức tạp đan xen vào nhau.
Nhận xét về nhóm, giới phê bình đã có những quan điểm trái chiều. Cây bút Trí Minh, viết cho tờ Công an nhân dân, nhìn nhận Đại Lâm Linh đã thành công "chạm được tới khoảng giữa tinh tế nhất của những khối âm thanh" và coi đây là bước nối dài của nhạc sĩ Ngọc Đại sau các thể nghiệm đơn lẻ "thất bại" trước đó vì sự không phù hợp trong định hướng phong cách với các nghệ sĩ cộng tác. Người viết cho rằng những khối âm thanh cùng ca từ vượt ra khỏi định nghĩa và phân loại thông thường của một ca khúc, được tạo ra từ những thử nghiệm đặc sắc với thang âm và sự tự nhiên trong hình thể, đã khiến "sự sáng tạo đắm đuối [của Đại Lâm Linh] đáng được trân trọng, đáng được thưởng thức". Nhưng trong một nhận xét tiêu cực, Tân Thanh báo Sức khỏe và Đời sống lại xem Đại Lâm Linh là một "thất bại", trái ngược hoàn toàn với thành công trước đó của Nhật thực 1. Tác giả so sánh nhóm như một "món đồ hộp phương Tây [...] dán nhãn cách tân khá lòe loẹt, nhưng thiếu hương vị như trong Nhật thực"; nhận định sự thiếu hài hòa giữa cảm xúc trình diễn và cảm xúc âm nhạc đã làm tiêu tán tinh thần âm nhạc chủ đạo mà Ngọc Đại đang hướng tới.
Ăn theo sự nổi tiếng của nhóm nhạc qua những vụ lùm xùm, một vài tờ báo, nhân sự kiện Giải thưởng Cống hiến lần thứ 5 sắp diễn ra năm 2011, đã tung tin rằng Đại Lâm Linh sẽ đoạt giải Công hiến đặc biệt – được lập ra lần đầu tiên dành cho nghệ sĩ hoặc nhóm nhạc để lại dấu ấn mạnh nhất với môi trường âm nhạc. Tin tức này đã gây ra một luồng dư luận phản đối mạnh mẽ, chỉ trích cách trao giải của ban tổ chức. Đại diện đơn vị giải sau đó phủ nhận thông tin trên và nhấn mạnh rằng đây chỉ là trò đùa ngày Cá tháng Tư. Trước đó, nhóm từng bị nhại lại nhằm chế giễu trong chương trình Táo quân 2011, với màn biểu diễn khác nhau đến từ nhiều nghệ sĩ.
Vào năm 2010, đạo diễn và nhà nghiên cứu người Đức Barley Norton đã phát hành bộ phim tài liệu về nhóm nhạc mang tên Hanoi Eclipse: The Music of Dai Lam Linh (tiếng Việt: Hà nội Nhật thực: Âm nhạc của Đại Lâm Linh). Với thời lượng dài 56 phút, phim kể lại hành trình sáng tạo của nhóm ở dòng âm nhạc thể nghiệm và những cản trở vấp phải trên con đường tiếp cận tới khán giả Việt Nam. Tác phẩm đã ra mắt tại nhiều liên hoan phim trên thế giới, đồng thời nhận về phần lớn lời tán dương từ các cây bút nghiên cứu quốc tế.

## Các thành viên
- Thanh Lâm (hát chính)
- Linh Dung (hát chính)
- Ngọc Đại (trưởng nhóm, phối nhạc)

## Đĩa nhạc
- Đại – Lâm – Linh (2009)[5]